# Каракатиця (печера)
Каракатиця (рос. Каракатица) — печера на Алтаї, Алтайський край, Росія.  Загальна протяжність — 57 м. Глибина печери — N/A м, амплітуда висот — N/A м; загальна площа — 90 м²; об'єм — 120 м³.  Печера відноситься до Західноалтайської області Алтайської провінції Алтай-Саянської спелеологічної країни. Кадастровий номер 5146/8543-4.